# Saint-Victor-sur-Rhins
Saint-Victor-sur-Rhins is een gemeente in het Franse departement Loire (regio Auvergne-Rhône-Alpes). De plaats maakt deel uit van het arrondissement Roanne. Saint-Victor-sur-Rhins telde op 1 januari 2022 1.164 inwoners.

## Geografie
De oppervlakte van Saint-Victor-sur-Rhins bedroeg op 1 januari 2022 11,43 vierkante kilometer; de bevolkingsdichtheid was toen 101,8 inwoners per km².

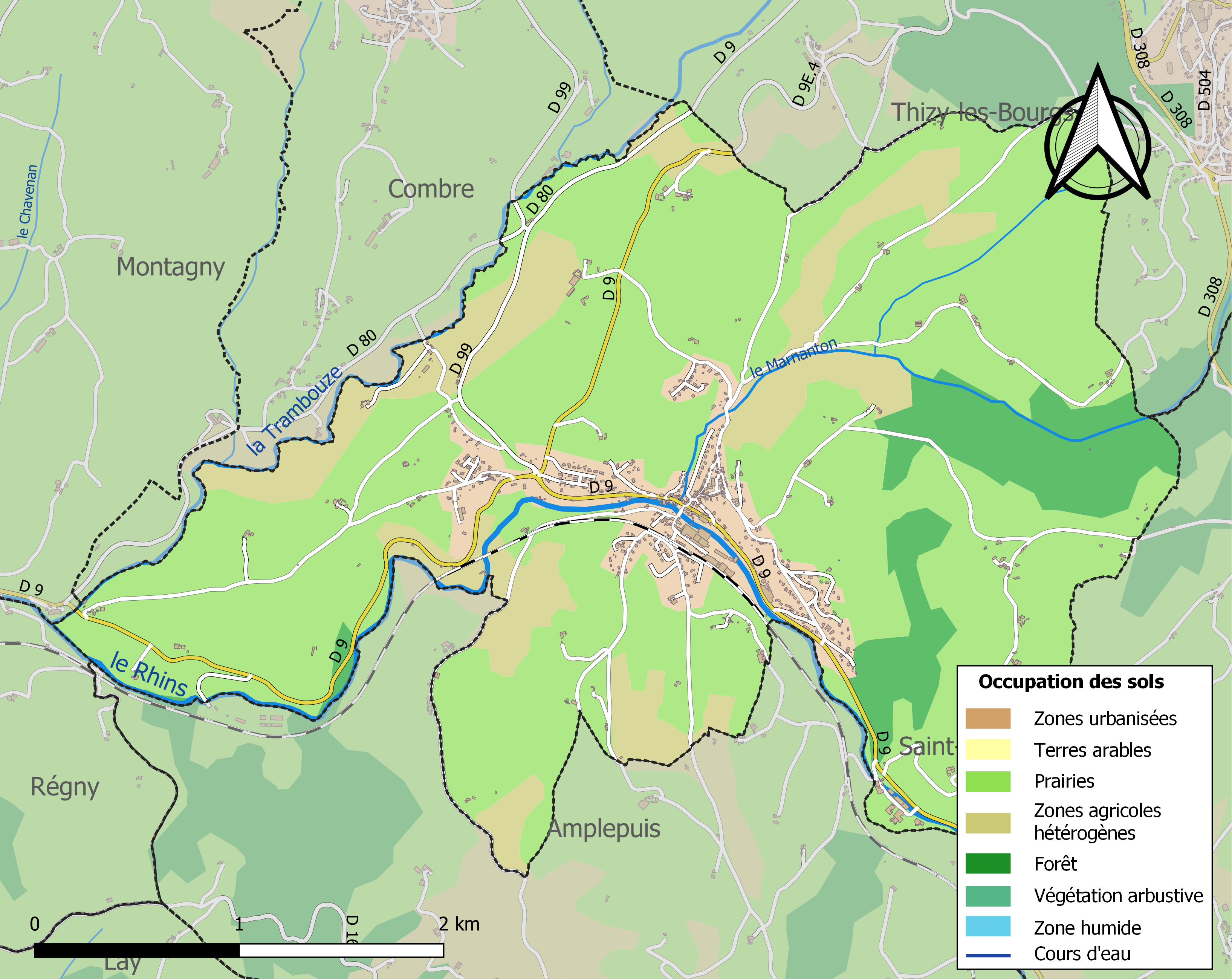
Kaart van de gemeente met de belangrijkste infrastructuur, bodemgebruik en omliggende gemeenten

## Demografie
Onderstaande figuur toont het verloop van het inwonertal (bron: INSEE-tellingen).